# 国鉄クハ38形電車
クハ38形は、かつて日本国有鉄道（国鉄）に在籍した旧形電車である。
オリジナルは31系に属する制御車であるが、後にモハ30形やモハ31形の電装解除車が編入された。1953年（昭和28年）6月1日に実施された車両形式称号規程改正（改番）により、クハ16形に改番された。
1. 38001～38019 - 1930年（昭和5年）から1931年（昭和6年）にかけて製造された、車体長17m級3扉ロングシートの制御車。詳細は国鉄31系電車#クハ38形を参照。1953年の改番後はクハ16形0番台となった。
2. 38050～38069，38070～38120 - 太平洋戦争後にモハ30形の不可動車を電装解除したものを、1949年（昭和24年）10月に正式に制御車に編入したもの。車体長17m級3扉ロングシート車。1953年の改番後はクハ16形100/150/200/250番台となった。詳細は国鉄30系電車#モハ30形の電装解除を参照。
3. 38200～38204 - 太平洋戦争後にモハ31形の不可動車を電装解除したものを、1949年10月に正式に制御車に編入したもの。車体長17m級3扉ロングシート車。1953年の改番後はクハ16形300番台となった。詳細は国鉄31系電車#モハ31形の電装解除を参照。